# Величкин, Владимир Иванович
Владимир Иванович Вели́чкин (1890—1953) — советский учёный-гигиенист, организатор здравоохранения на Урале, доктор медицинских наук (1946), профессор (1947).
Автор более 80 научных работ, посвященных различным социально-гигиеническим вопросам.

## Биография
Родился 30 мая (11 июня по новому стилю) 1890 года в городе Болхов Орловской губернии в семье служащего.
В 1915 году окончил Московский университет.
В марте 1927 года приказом Наркомздрава РСФСР Величкин был направлен на Урал, до этого он работал руководителем Владимирского губернского здравотдела. Был в числе из инициаторов открытия в Свердловске медицинских учреждений — гигиены труда и профзаболеваний, курортологии и физиотерапии, кожно-венерологических, санитарно-гигиенических. В 1931—1932 годах находился в научной командировке в Берлине.
В 1941—1946 годах являлся директором Свердловского медицинского института и первым деканом санитарно-гигиенического факультета (с 1943 года). В 1939—1952 годы был председателем Свердловского отделения Всесоюзного гигиенического общества. В 1947 году защитил докторскую диссертацию на тему «Состояние здоровья населения Свердловска по данным обращаемости».
Основные направления научной работы В. И. Величкина — проблемы социальной гигиены на Урале..
Умер 30 января 1953 года. Похоронен в Свердловске на Ивановском кладбище города.

## Признание
- орден Ленина
- орден «Знак Почёта»